# Duckeodendraceae
Famille
Classification APG II (2003)
Classification APG III (2009)
La famille des Duckéodendracées regroupe des plantes dicotylédones.
En classification classique de Cronquist (1981) elle ne comprend qu'une seule espèce Duckeodendron cestroides du genre Duckeodendron, un grand arbre originaire des régions tropicales d'Amérique du Sud (Brésil). 
La classification phylogénétique APG II (2003) assigne cette espèce aux Solanacées.